# Herz-Jesu-Kirche (Pesch)

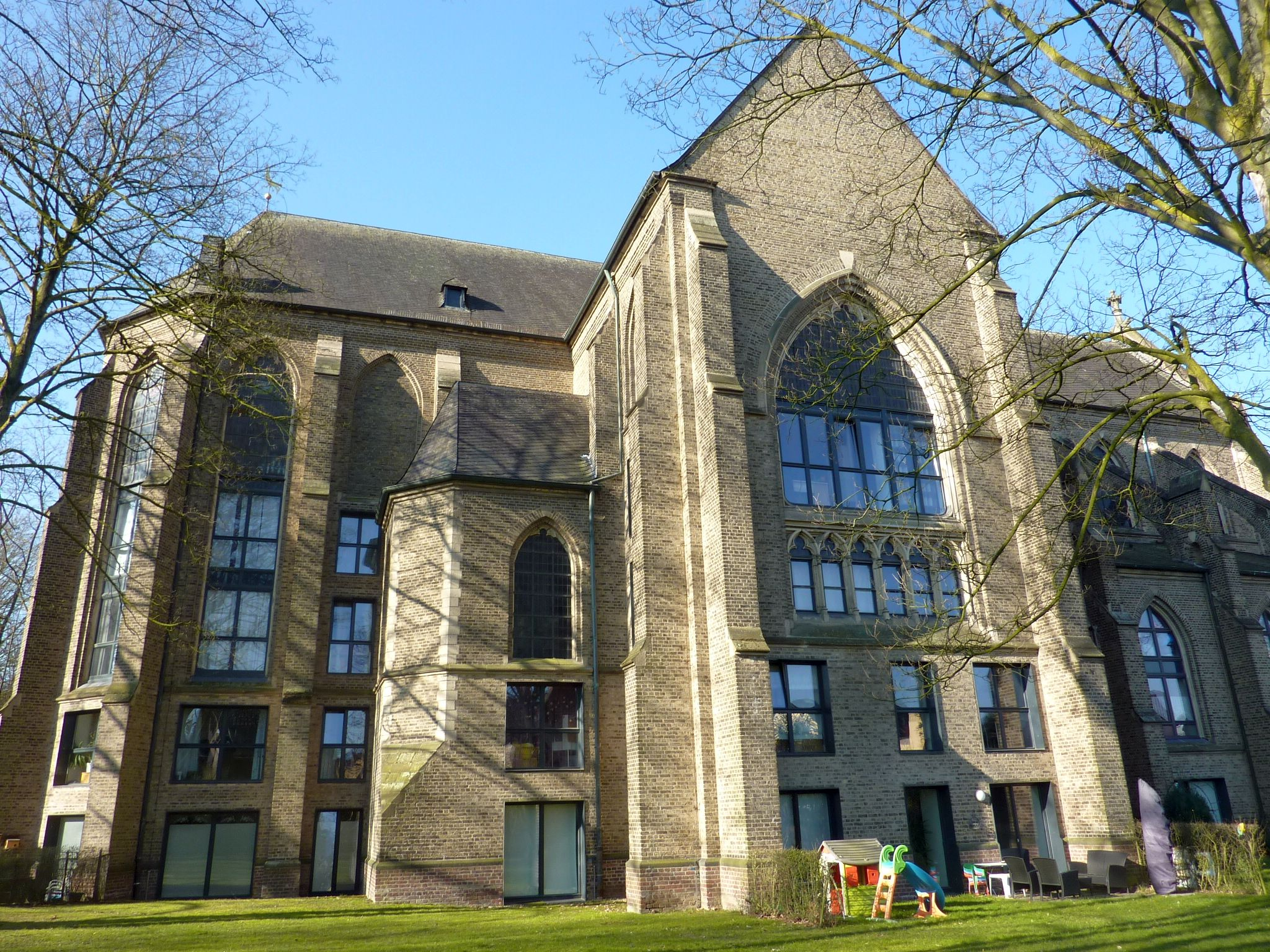
Herz-Jesu-Kirche in Pesch (2018)

Die ehemalige römisch-katholische Pfarrkirche Herz-Jesu-Kirche steht im Stadtteil Hardterbroich-Pesch in dessen Ortsteil Pesch in Mönchengladbach (Nordrhein-Westfalen), Pescher Straße 138/140. Sie wurde 2014 profaniert und zur Wohnkirche umgebaut.
Das Gebäude wurde 1902/03 erbaut. Es wurde unter Nr. P 012 am 10. März 1994 in die Denkmalliste der Stadt Mönchengladbach eingetragen.

## Lage
Die Kirche Herz Jesu steht als axial angelegter Mittelpunkt innerhalb einer kleinen, platzartigen Erweiterung an der Pescher Straße.

## Architektur
Es handelt sich um eine dreischiffige Basilika in Backsteinbauweise mit Gliederungselementen in Tuff-, Sandstein und Basaltlava. Vierjochiges Langhaus mit Obergaden, Vierung und vierjochiges Querhaus und polygonal ausgebildetem Chor mit zwei dreiseitig schließenden Nebenchören. Treppenturm im Nordwesten mit Dachhelm.
Im Zuge des Umbaus entstanden in Holzrahmenbauweise in den Nebenchören und im Querschiff auf vier Ebenen insgesamt 23 Mietwohnungen mit eigenen Gartenflächen, wobei die Wohnungen im Erdgeschoß eigene Terrassen und direkten Zugang zum Garten haben. Das Mittelschiff mit den freiliegenden Kreuzrippengewölbe dient dem Zugang zu den Wohnungen. Hierzu wurden Treppen, Galerien und ein Fahrstuhl eingebaut. Die historischen Bleiglasfenster im oberen Teil der Kirche sind erhalten und kontrastieren zu den eingebauten Wändern, die in unterschiedlichen, kräftigen Farben – Blau, Gelb, Grün, Ocker und Türkis – gestrichen sind. Für den Fußboden im Treppenhaus und den Galerien wurde die Steinplatten aus den Seitenschiffen wiederverwendet.
Der Fußboden im Erdgeschoß wurde abgesenkt. Aus Gründen des Brandschutzes wurde eine Überdruckbelüftung eingebaut, die im Brandfall eine Rauchentwicklung im Mittelschiff verhindern soll, da dieses der Feuerwehr als zweiter Rettungsweg dienen soll. Auf dem zur Kirche gehörenden Grundstück entstanden weitere elf Wohnungen, eine Tiefgarage und ein Jugendheim für die Kirchengemeinde.